# 黃大源
黃大源（1470年—？），字與潔，福建興化府莆田縣人，軍籍，明朝政治人物。

## 生平
正德五年（1510年）庚午科福建鄉試第五十九名舉人。正德六年（1511年）聯捷辛未科會試第二百六十三名，登第三甲第五十九名進士。

## 家族
曾祖黃惟耕；祖父黃學廣，曾任□官；父黃爕，曾任知縣。母丘氏。